# Turuja

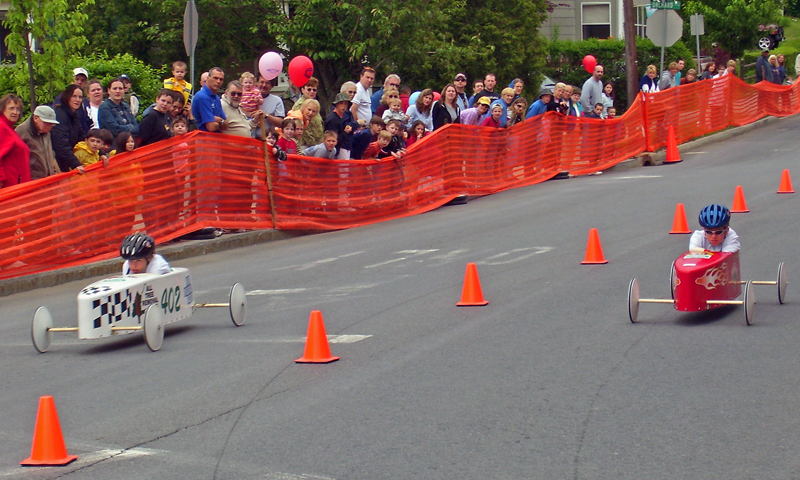
Gyerekek versenyeznek turujákban

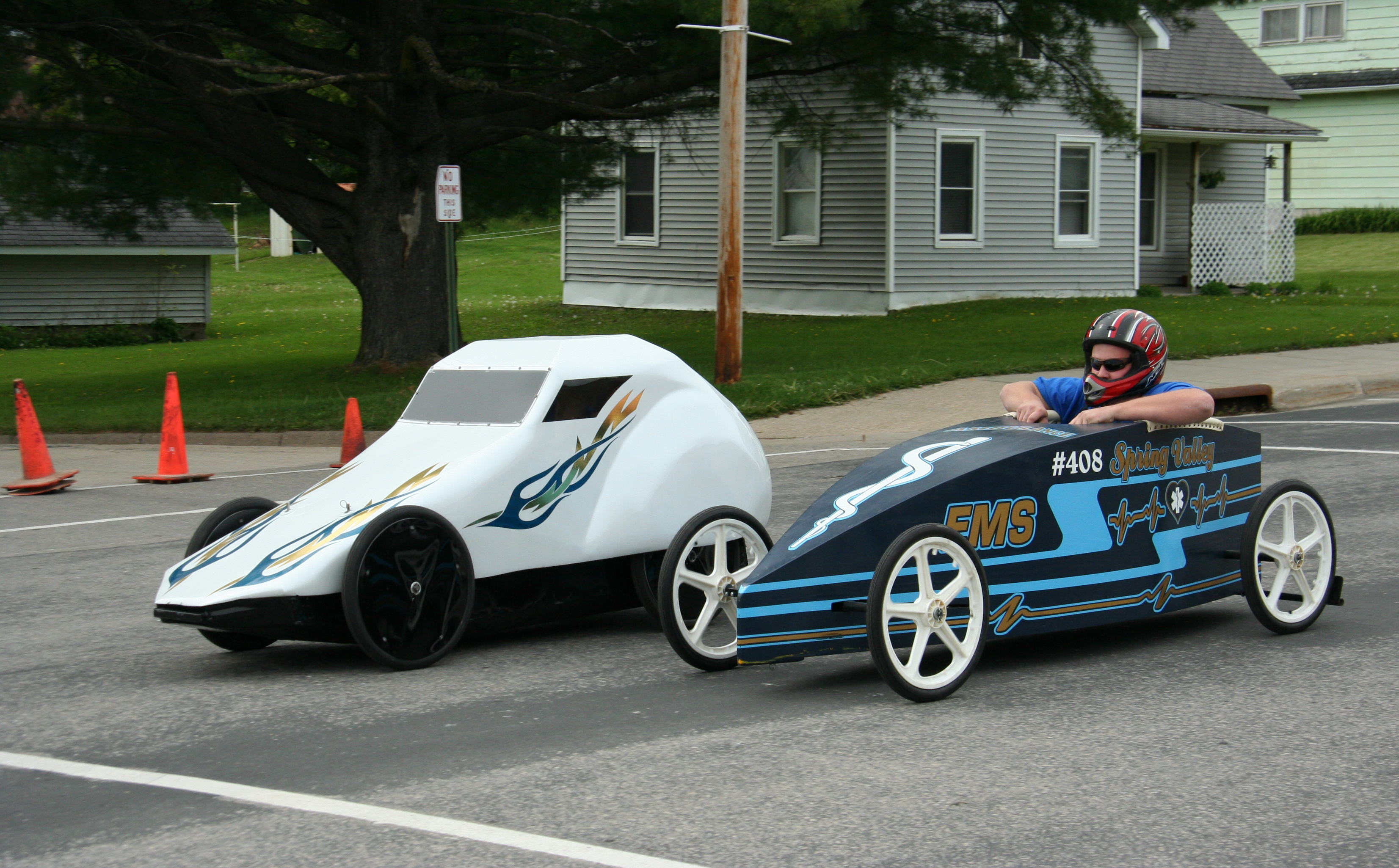
Turuják a verseny célvonalában

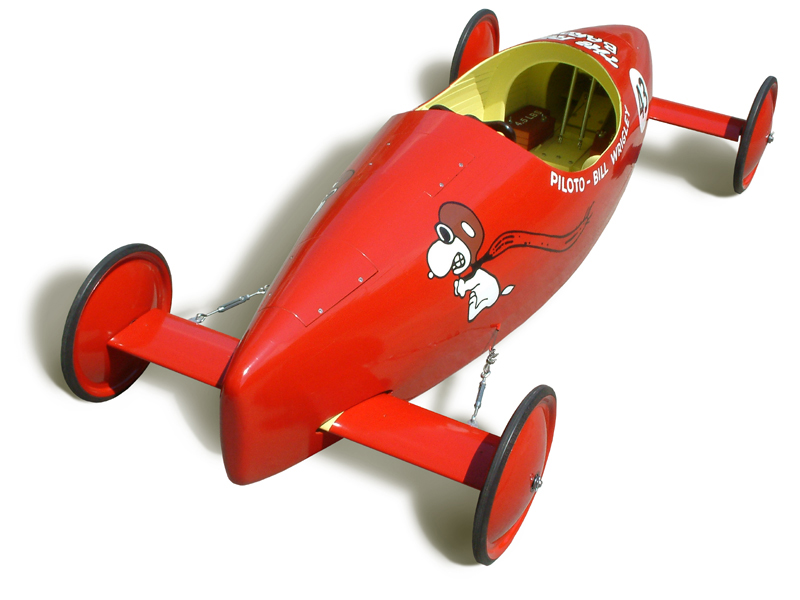
Egy eszköz az 1967-es hivatalos turujaversenyről

A turuja négykerekű, kezdetleges városi sporteszköz, más néven gágyé, nyári szánkó, görgős-, vagy csapágyas gokart, melyen ülve, vagy térdelve közlekedtek. Főként gyerekek, fiatalok otthoni barkácsolással, saját kézimunkával készítik el, egy deszka, és két (pl. tetőlécből faragott) tengely végére rögzített, jellemzően kidobott, használt golyóscsapágy-kereket a végére rögzítve. Az első, forgatható tengelyt lábbal, vagy – a rákötött madzag segítségével – kézzel irányítva, lejtős, jellemzően aszfaltozott utakon legurulva használják szórakozásra, versenyzésre. Akár a mai gördeszkák elődjének is tekinthető.
Vidám, mókás versenyeket ma is sokfelé rendeznek különböző változataival.